# Kotmal, Basavakalyan
Kotmal là một làng thuộc tehsil Basavakalyan, huyện Bidar, bang Karnataka, Ấn Độ.